# أشلي هوارد
أشلي هوارد هي لاعبة كرلنغ كندية، ولدت في 19 سبتمبر 1989.